# Farid Díaz
Farid Alfonso Díaz Rhenals (ur. 20 lipca 1983 w Valledupar) – kolumbijski piłkarz występujący na pozycji obrońcy w paragwajskim Club Olimpia oraz w reprezentacji Kolumbii. Wychowanek Atlético Bucaramanga, w swojej karierze grał także w takich zespołach jak Deportivo Rionegro, CD La Equidad, Deportivo Pereira oraz Envigado FC. Znalazł się w kadrze reprezentacji Kolumbii na Copa América 2016.